# Гофер (дерево)

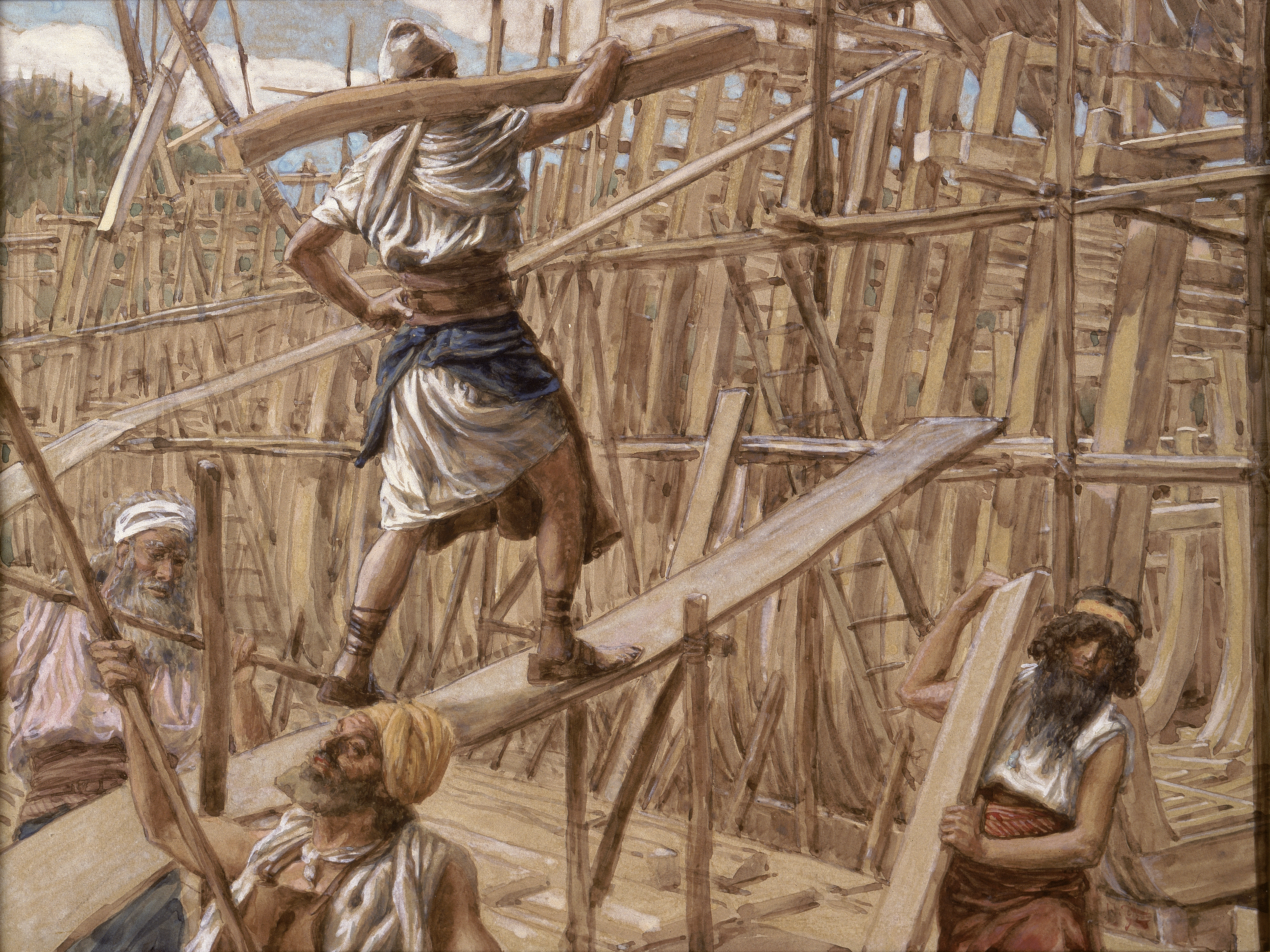
Строительство Ноева ковчега (Джеймс Тиссо, 1896-1902 гг.)

Гофер (ивр. גפר‎) — упоминаемое в Библии дерево, из которого был сделан Ноев ковчег (Бытие. 6:14). В Вульгате оно обозначено как lignum levigatum.
Название данного дерева встречается в Библии только в Книге Бытия при указании Бога Ною о постройке ковчега. Дерево гофер (Смолистое дерево), о котором говорится в Библии, было, по мнению некоторых, кипарисом или кедром. Однако кипарис (брош) и кедр (эрез) в Библии имеют свои обозначения. По мнению архимандрита Никифора «естественнее признать, что под сим словом вообще разумеются деревья смолистые, трудно гниющие и годные для постройки кораблей, как-то: кедр, кипарис, ель, сосна и др. из породы хвойных».